# Hiroaki Gōda
Hiroaki Gōda (合田浩章 Hiroaki Gouda?) es un animador, diseñador de personajes, guionista y director de anime. Sus trabajos más conocidos son que como director y guionista de las diversas adaptaciones al anime de Aa! Megami-sama y Bubblegum Crisis.

## Trabajos
- Bubblegum Crisis
- Aa! Megami-sama
- Aa! Megami-sama la película
- Aa! Megami-sama TV
- Aa! Megami-sama! Sorezore no Tsubasa
- Aa! Megami-sama! Tatakau Tsubasa
- Aa! Megami-sama! OAD (2011)
- Onegai Teacher
- Onegai☆Twins
- Amagami SS
- Amagami SS Plus
- Neon Genesis Evangelion
- Ranma 1/2: Akumu! Shunmin Kou
- Evangelion: 1.0 You Are (Not) Alone